# 彼得里科夫區
彼得里科夫區（羅馬化：Petrikovskiy rayon）是白俄羅斯東南部戈梅利州的一個區，行政中心為彼得里科夫，面積2,835.18平方公里，2009年人口33,960，人口密度每平方公里12.0人。